# Corinna
Corinna (Κόριννα) va ser una poeta grega del segle v aC, nascuda a Tanagra (Beòcia), filla possiblement d'Aquèlodor i Procràtia.
Va viure molts anys a Tebes (i de vegades és anomenada Corinna de Tebes). Era contemporània de Píndar, que potser l'hauria instruïda i amb qui va participar en unes competicions poètiques en uns jocs públics a Tebes. Segons Elià per cinc vegades va guanyar el premi i es va imposar al seu possible mestre. Pausànias només parla d'una victòria. Més tard, però, va criticar Mirtis per entrar en competició contra Píndar, la fama del qual ja estava consolidada.
Els seus poemes eren fets i pensats per als beocis tant en el seu llenguatge com al públic a què anaven destinats. La seva obra se centrava en mites locals i es va popularitzar a partir del segle ii aC. Es va compilar en cinc llibres, un dels quals és anomenat Iolaus, i un altre Els set contra Tebes, dels quals només s'han conservat fragments poc rellevants. És elogiada per Antípater, que la considerava la més distingida de les "nou muses líriques o terrestres", i la posava al costat de Safo, d'Anyte i de Mero. També en parlà elogiosament Properci.
Se li van fer estàtues en diferents parts de Grècia, per l'admiració que se li va tenir. També se l'anomenava Μυια (Myia, 'el Vol'). És probablement la mateixa poeta esmentada com a Corinna de Tèspies, que també portà el sobrenom de Myia.

## Traduccions catalanes
- Testimonis i Fragments - Corinna de Tànagra. Traducció grec/català, supervisió, edició de Ricard Torres i Ribé, Margalida Capellà i Soler, i Jaume Pòrtulas. 88 pàgines dobles grec/català. Barcelona, Col·lecció Fundació Bernat Metge, any 2005.